# Фесюн Кіріл Вадимович
Кіріл Вадимович Фесюн (нар. 7 серпня 2002, Чернігів, Україна) — український футболіст, воротар донецького «Шахтаря». Учасник Олімпійських ігор 2024 у складі олімпійської збірної України.

## Біографія

### Клубна кар'єра
Кіріл є вихованцем чернігівської «Юності», у складі якої починав грати на дорослому рівні. У 2019 році дебютував за клуб у чемпіонаті Чернігівської області.
Після 5 зіграних матчів потрапив у поле зору скаутів «Ворскли». Прийнявши пропозицію полтавського клубу, 8 вересня 2019 року перейшов до його лав. Першу половину сезону 2019/20 грав за юнацьку, а з січня 2020 року ― за молодіжну команду «полтавців» у другій половині сезону 2019/20 та у сезоні 2020/21. Потрапляв до заявки на матчі чемпіонату України 2019/20 проти «Зорі», «Дніпра-1», «Львова» та «Десни», проте на полі не з'явився.
Після розформування молодіжної першості «Ворскла» працевлаштувала свого голкіпера у «Колос», так як була добре укомлектована (Різник, Ісенко та Ткаченко) на воротарській позиції.
Сезон 2021/22 «ковалівці» почали невдало. Після матчу з «Рухом» стало відомо про травму основного воротаря команди Євгена Волинця. На наступні матчі виходив другий голкіпер клубу — Володимир Маханьков, який від «Олександрії» (0:1), київського «Динамо» (7:0) та «Маріуполя» (1:3) пропустив сумарно 14 м'ячів. Виконуючий обов'язки головного тренера Сергій Кузнецов вирішив дати шанс Фесюну. Гравець дебютував 18 вересня 2021 року у матчі восьмого туру чемпіонату України проти «Інгульця». Дебют виявився вдалим ― «Колос» здобув упевнену перемогу з рахунком 2:0, а Фесюн зіграв у першому матчі на професійному дорослому рівні «на нуль». Після вдалого першого матчу футболіст вийшов у стартовому класі ще 4 рази підряд — проти «Ворскли», «Чорноморця», «Дніпра-1» та «Зорі», в яких «Колос» переміг лише одеситів, проте провини молодого воротаря у цьому не було. Лише у матчі проти «дніпрян» він пропустив двічі, в інших матчах пропускаючи не більше 1 м'яча за гру.
До матчу тринадцятого туру чемпіонату проти «Львова» відновився від травми плеча основний голкіпер команди, проте Фесюну вдалося змістити Маханькова з позиції другого воротаря, що підтверджується подальшими непотрапляннями останнього навіть в заявку на матчі, на відміну від Кирила, який зайняв місце на лаві запасних. У вересні за підсумками голосування Фесюн посів п'яте місце у номінації «Кращі футболісти України U-19» загальнонаціональної премії «Золотий талант України».
Після трансферу основного воротаря Євгена Волинця та резервного Володимира Маханькова отримав роль основного воротаря ковалівського клубу.

## Міжнародна кар'єра
У травні 2021 року Кіріл отримав виклик від Руслана Ротаня до лав молодіжної збірної України на матчі Меморіалу Лобановського. У грі проти азербайджанців його не було навіть у заявці на матч, а гру проти Узбекистану Фесюн дивився з лави запасних. Через декілька днів разом з молодіжкою полетів до Туреччини на матч з турецькими однолітками. У цьому матчі Фесюн вперше зіграв на міжнародному рівні, вийшовши у стартовому складі.
Після цього Кіріл почав потрапляти до заявки збірної на матчі кваліфікації до молодіжного чемпіонату Європи 2023 року. Саме на цьому рівні Кіріл зіграв першу офіційну гру за збірну у матчі проти молодіжної збірної Вірменії, у якій Кіріл залишив ворота своєї збірної «сухими».

## Досягнення
«Шахтар»
- Володар Кубка України: 2024/25